# Julia Carstens
Julia Carstens (* 23. November 1989 in Cuxhaven) ist eine deutsche politische Beamtin (CDU). Seit Ende Juni 2022 fungiert sie als Staatssekretärin im Ministerium für Wirtschaft, Verkehr, Arbeit, Technologie und Tourismus des Landes Schleswig-Holstein.

## Leben
Carstens legte 2009 ihr Abitur ab und nahm ein Bachelorstudium im Studiengang Politik und Gesellschaft auf, welches sie 2013 abschloss. Es folgte ein Masterstudium im Studiengang Politikmanagement, Public Policy und öffentliche Verwaltung, welches sie 2017 abschloss. Während ihres Studiums war sie von 2014 bis 2015 als Mitglied der Chefredaktion von hammelsprung – Magazin für politische Entscheidungen sowie als Trainerin für EU-Kurse an Schulen in Nordrhein-Westfalen tätig. Von 2017 bis 2019 war sie persönliche Referentin von Klaus Schüler, der zu dieser Zeit das Amt des Bundesgeschäftsführers der Christlich Demokratische Union Deutschlands bekleidete. Von 2019 bis 2020 arbeitete Carstens als Referentin für strategische Planung der CDU-Fraktion im Schleswig-Holsteinischen Landtag, ehe sie die Leitung der Stabsstelle für Verbindungs- und politische Koordinierungsangelegenheiten in der Staatskanzlei des Landes Schleswig-Holstein übernahm.
Am 29. Juni 2022 wurde Carstens, die seit 2022 Mitglied im Kreisvorstand der CDU Kiel ist, im Zuge der Bildung des Kabinetts Günther II – neben Tobias von der Heide – zur Staatssekretärin des von Minister Claus Ruhe Madsen geleiteten Ministerium für Wirtschaft, Verkehr, Arbeit, Technologie und Tourismus des Landes Schleswig-Holstein berufen. Sie folgte damit auf Thilo Rohlfs, der aus dem Amt ausschied.